# Jacky Aernoudt-Rossin
Jacky Aernoudt-Rossin oder DAF Trucks war ein belgisches Radsportteam, das von 1979 bis 1983 bestand.

## Geschichte
Das Team wurde 1978 unter der Leitung von Alfred De Bruyne gegründet. Bis 1982 war der Hauptsponsor das niederländische Lkw-Herstellerunternehmen DAF Trucks. 1983 war der Hauptsponsor ein belgischer Möbelhersteller.
Das Team war es eines der wettbewerbsfähigsten Teams seiner Zeit, mit Rennfahrern wie z. B. Roger De Vlaeminck, Hennie Kuiper, René Martens und Adrie van der Poel.
Wichtigste Erfolge waren die Siege bei der Flandern-Rundfahrt (1981+1982), Lombardei-Rundfahrt (1981) und Paris–Roubaix (1983). Bei Mailand-Sanremo reichte es 1981 zum zweiten Platz. 1982 konnte Hennie Kuiper bei der Tour de France einen 9. Platz in der Gesamtwertung erreichen. Ein Jahr später konnte Hennie Kuiper bei der ersten und einzigen Team-Teilnahme an der Vuelta a España den fünften Platz in der Gesamtwertung belegen. Hierbei feierte der Neoprofi Eric Vanderaerden zwei Siege auf der 2. und 11. Etappe. Zum Ende der Saison 1983 löste sich das Team auf.

## Doping
Adrie van der Poel wurde nach dem Rennen Rund um den Henninger-Turm 1983 von der Ergebnisliste gestrichen. Er beendete das Rennen als Vierter, aber Dopingkontrolleure fanden Spuren von Strychnin in seinem Urin und disqualifizierten ihn deshalb. Später gab er an, dass die Spuren des Strychnins auf den Verzehr von Taubenfleisch zurückzuführen sei.

## Erfolge
1979
- eine Etappe Drei Tage von De Panne
- eine Etappe Étoile des Espoirs
- eine Etappe Tour de France
- Trofeo Alcide De Gasperi
- Omloop Vlaamse Scheldeboorden

1980
- Gesamtwertung und drei Etappen Vuelta a Mallorca
- Trofeo Laigueglia
- vier Etappen Giro di Sardegna
- zwei Etappen Tirreno-Adriatico
- eine Etappe Paris-Nizza
- eine Etappe 4 Jours de Dunkerque
- Grosser Preis des Kantons Aargau
- zwei Etappen Deutschland Tour
- eine Etappe Etoile des Espoirs

1981
- drei Etappen Paris-Nizza
- De Brabantse Pijl
- Flandern-Rundfahrt
- eine Etappe Belgien-Rundfahrt
- zwei Etappen Critérium du Dauphiné Libéré
- drei Etappen Tour de Suisse
- Belgischer Meister – Straßenrennen
- eine Etappe Tour de France
- Paris-Brüssel
- Petegem-aan-de-Leie
- Lombardei-Rundfahrt

1982
- zwei Etappen Paris-Nizza
- Flandern-Rundfahrt
- Meisterschaft von Zürich
- Grand Prix de Wallonie
- eine Etappe Tour de Suisse
- Gesamtwertung und eine Etappe Niederlande-Rundfahrt
- Nationale Sluitingsprijs

1983
- drei Etappen Paris-Nizza
- Paris-Roubaix
- zwei Etappen Vuelta a España
- eine Etappe Tour de l’Aude
- eine Etappe Luxemburg-Rundfahrt
- zwei Etappen Midi Libre
- eine Etappe Tour de France
- Schaal Sels
- Grand Prix Jef Scherens
- Nationale Sluitingsprijs

## Grand-Tour-Platzierungen
| Grand Tour            | 1979 | 1980 | 1981 | 1982 | 1983 |
| --------------------- | ---- | ---- | ---- | ---- | ---- |
| Vuelta a EspañaVuelta | –    | –    | –    | –    | 5    |
| Giro d’ItaliaGiro     | –    | –    | –    | –    | –    |
| Tour de FranceTour    | 7    | 19   | 16   | 9    | 37   |

## Monumente-des-Radsports-Platzierungen
| Monument                 | 1979 | 1980 | 1981 | 1982 | 1983 |
| ------------------------ | ---- | ---- | ---- | ---- | ---- |
| Mailand–Sanremo          | 26   | 5    | 2    | 13   | 4    |
| Flandern-Rundfahrt       | 9    | 4    | 1    | 1    | 5    |
| Paris–Roubaix            | 15   | 8    | 2    | 6    | 1    |
| Lüttich–Bastogne–Lüttich | 5    | 10   | 6    | 7    | 6    |
| Lombardei-Rundfahrt      | –    | –    | 1    | 10   | 3    |

## Bekannte ehemalige Fahrer
- Hennie Kuiper (1981–1983)
- Adrie van der Poel (1981–1983)
- René Martens (1980–1983)
- Eric Vanderaerden (1983)
- Jo Maas (1979–1980)
- Eddy Schepers (1979–1981)
- Roger De Vlaeminck (1981–1982)
- Guy Nulens (1981–1982)
- Bert Oosterbosch (1982)
- Dirk Demol (1982)
- Frits Van Bindsbergen (1983)
- Gary Wiggins